# تیلور هاکفورد
تیلور ادوین هکفورد (انگلیسی: Taylor Edwin Hackford؛ زادهٔ ۳۱ دسامبر ۱۹۴۴) یک کارگردان فیلم اهل ایالات متحده آمریکا است. وی از سال ۱۹۷۱ میلادی تاکنون مشغول فعالیت بوده‌است.

## فیلم‌شناسی

### کارگردان
- Bukowski-بوکوفسکی (۱۹۷۳)
- Teenage Father-پدر نوجوان (۱۹۷۸)
- The Idolmaker -متفکر(۱۹۸۰)
- یک افسر و یک جنتل‌من (۱۹۸۲)
- Against All Odds -برخلاف انتظارات(۱۹۸۴)
- شب‌های روشن (۱۹۸۵)
- Hail! Hail! Rock 'n' Roll-تگرگ! تگرگ! راک 'n' رول   (۱۹۸۷)
- Everybody's All-American- همه آمریکایی هستند   (۱۹۸۸)
- Blood In Blood Out- خون در خون (۱۹۹۳)
- Dolores Claiborne- دولورس کلایبورن (۱۹۹۵)
- وکیل مدافع شیطان (۱۹۹۷)
- دلیل زندگی (۲۰۰۰)
- ری (۲۰۰۴)
- Love Ranch - عشق رانچ (۲۰۱۰)
- پارکر (۲۰۱۳)
- اسرار دانته (۲۰۱۴)
- کمدین

### تهیه‌کننده
- Bukowski (۱۹۷۳)
- Against All Odds (۱۹۸۴)
- شب‌های روشن (۱۹۸۵)
- La Bamba (۱۹۸۷)
- Everybody's All-American (۱۹۸۸)
- The Long Walk Home (۱۹۹۹)
- Dolores Claiborne (۱۹۹۵)
- وقتی ما پادشاه بودیم (۱۹۹۶)
- وکیل مدافع شیطان (۱۹۹۷)
- G:MT - Greenwich Mean Time (۱۹۹۹)
- Proof of Life (۲۰۰۰)
- ری (۲۰۰۴)
- Love Ranch (۲۰۱۰)

### بازیگر
- Bukowski—خودش (۱۹۷۳)